# Luanda
Luanda – stolica i największe miasto Angoli, położone w północno-zachodniej części kraju nad Oceanem Atlantyckim. W 2008 roku była uznana pod względem kosztów życia za najdroższe miasto świata.
Luanda została założona przez portugalskiego żeglarza Paulo Diasa de Novais 25 stycznia 1576 r. pod nazwą São Paulo da Assumpção de Loanda. Polskie źródła podają, że było to w roku 1573 pod nazwą São Paulo de Loanda. Na przełomie XVII i XVIII wieku Luanda była ważnym ośrodkiem handlu niewolnikami w tej części Afryki. W 1975 po uzyskaniu niepodległości przez Angolę Luanda stała się jej stolicą.
Jest największym ośrodkiem gospodarczym i naukowo-kulturalnym kraju. Istotne znaczenie ma przemysł spożywczy (m.in. tytoniowy), włókienniczy, drzewny (fabryka mebli), cementowy, metalowy i maszynowy (produkcja maszyn rolniczych). W Luandzie znajduje się montownia autobusów MAN. Jest portem morskim (eksport głównie produktów rolniczych), mieści się tu także międzynarodowy port lotniczy. Zabudowa miasta charakteryzuje się budynkami o kilkukondygnacyjnej strukturze, jednak w centrum miasta coraz częściej spotkać można szklane wieżowce i hotele. Luanda posiada uniwersytet (założony 1976) oraz muzea (antropologiczne, historii naturalnej). W mieście znajduje się zabytkowa XVII-wieczna portugalska forteca Fortaleza de São Miguel.
W okolicach miasta wydobywa się ropę naftową.

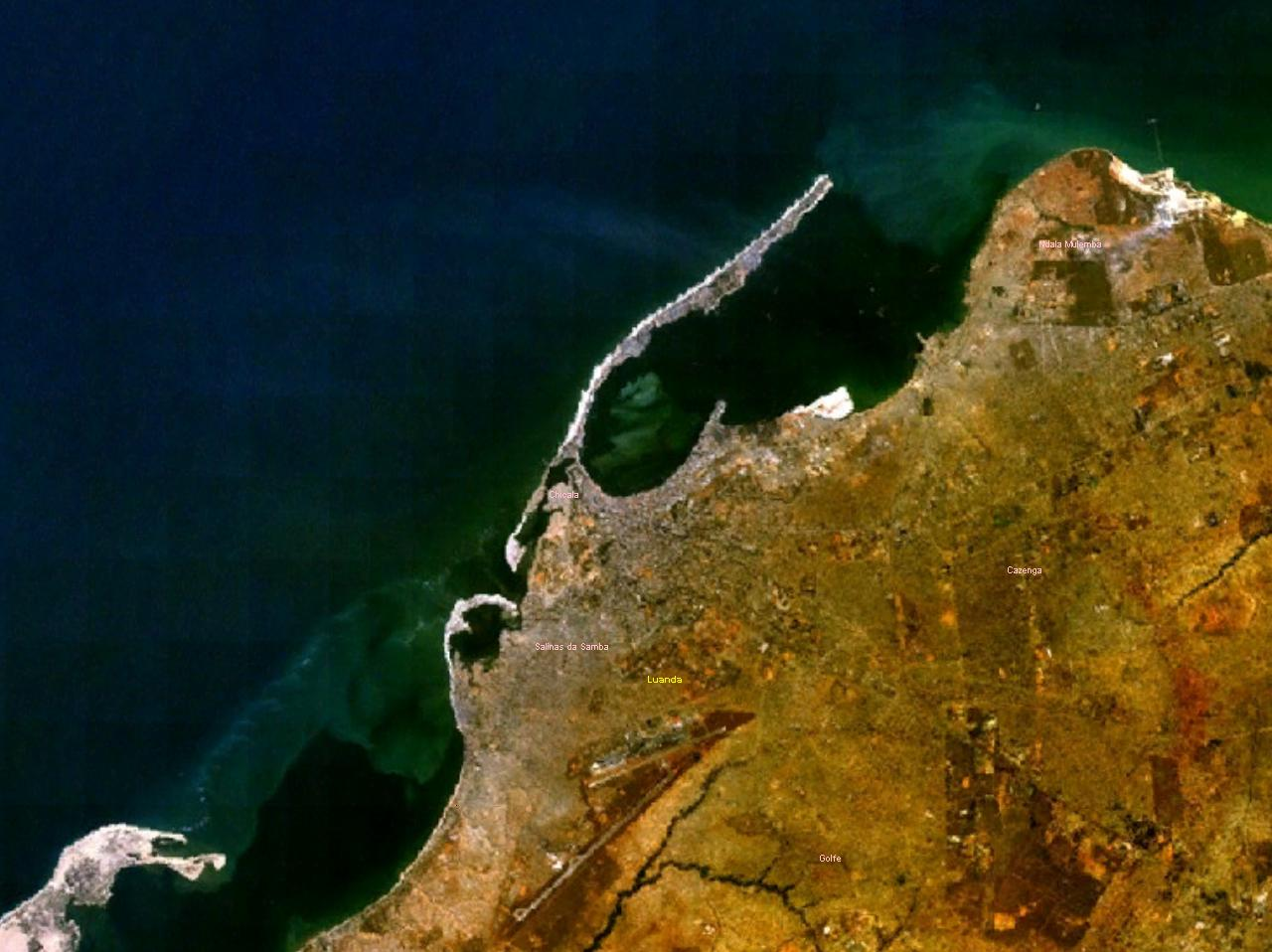
Położenie Luandy na zdjęciu satelitarnym
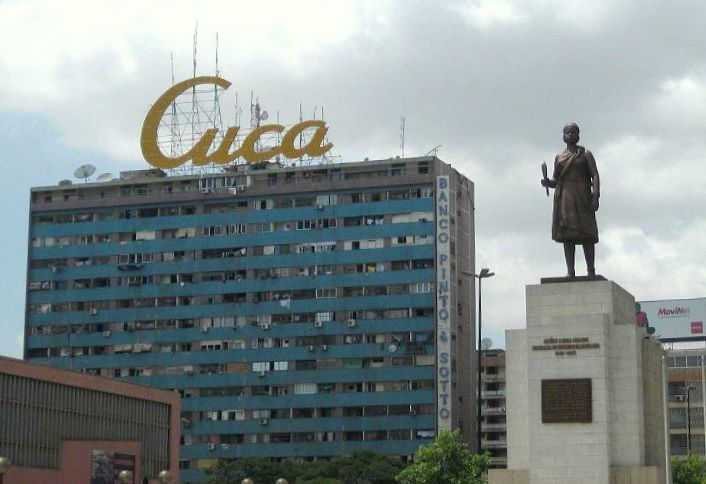
Pomnik Nzingi Mbande znanej również jako Ana de Sousa, XVII-wiecznej królowej (n'gola w języku ludu Mbundu) Ndongo oraz Matamba (terytorium współczesnej Angoli)
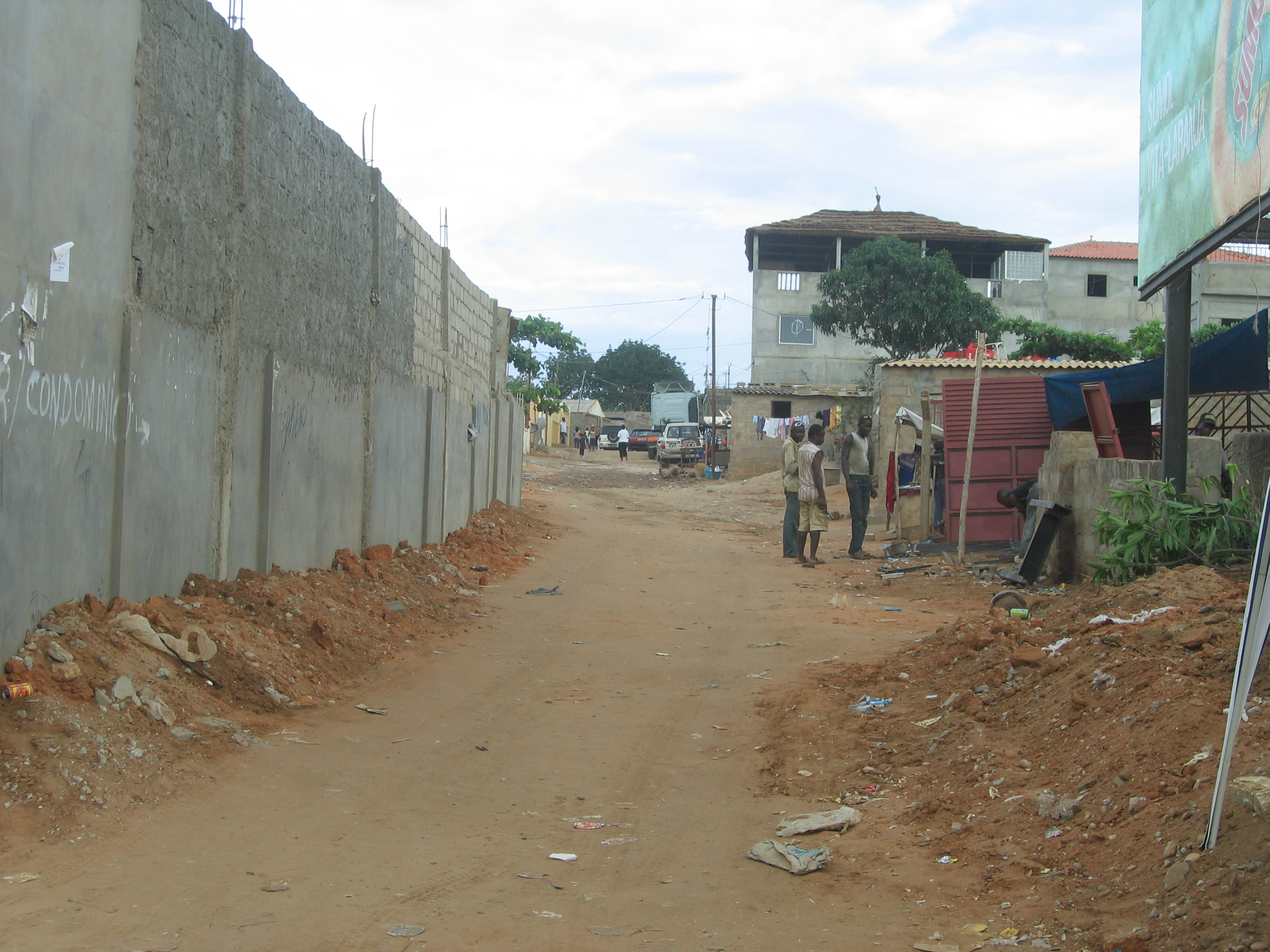
Boczna ulica w Luandzie (Foto: Silje L. Bakke)
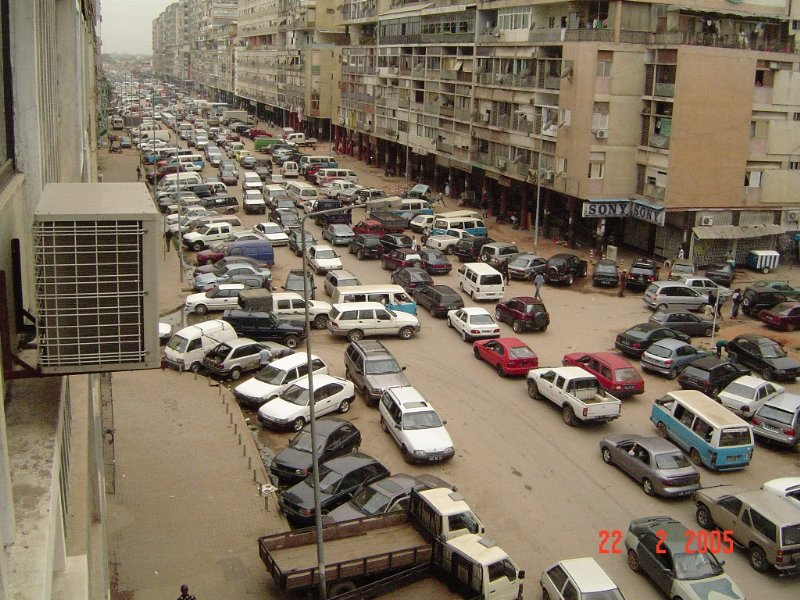
Ulica w centrum miasta

## Miasta partnerskie
- Belo Horizonte (Brazylia)
- Houston (USA)
- Lizbona (Portugalia)
- São Paulo (Brazylia)